# Atharvaveda
L'Atharvaveda (devanāgarī: अथर्ववेद) è una delle quattro suddivisioni canoniche dei Veda. Il nome può essere reso come "Veda degli Atharvan", essendo gli atharva le formule propizie adoperate durante alcune cerimonie sacrificali della religione vedica. È noto anche come quarto Veda.
L'Atharvaveda comprende una Saṃhitā, l'Atharvaveda Saṃhitā; un Brāhmaṇa: il Gopatha Brāhmaṇa; quattro Upaniṣad: la Praśna Upaniṣad, la Muṇḍaka Upaniṣad, la Māṇḍūkya Upaniṣad e la Kaivalya Upaniṣad. Quest'ultima invero è una Upaniṣad posteriore al periodo vedico, che ha valenza soprattutto in ambito śaiva, quindi non universalmente riconosciuta come facente parte della rivelazione.
Occorre notare che in letteratura si incontra spesso scritto Atharvaveda per indicare l'Atharvaveda Saṃhitā, ma non va confuso l'Atharvaveda (termine maschile indicante una suddivisione) con Atharvaveda (la raccolta, la saṃhitā cioè).